# Philonotis incrassata
Philonotis incrassata är en bladmossart som beskrevs av Kindberg 1889. Philonotis incrassata ingår i släktet källmossor, och familjen Bartramiaceae. Inga underarter finns listade i Catalogue of Life.